# 라차로 스팔란차니

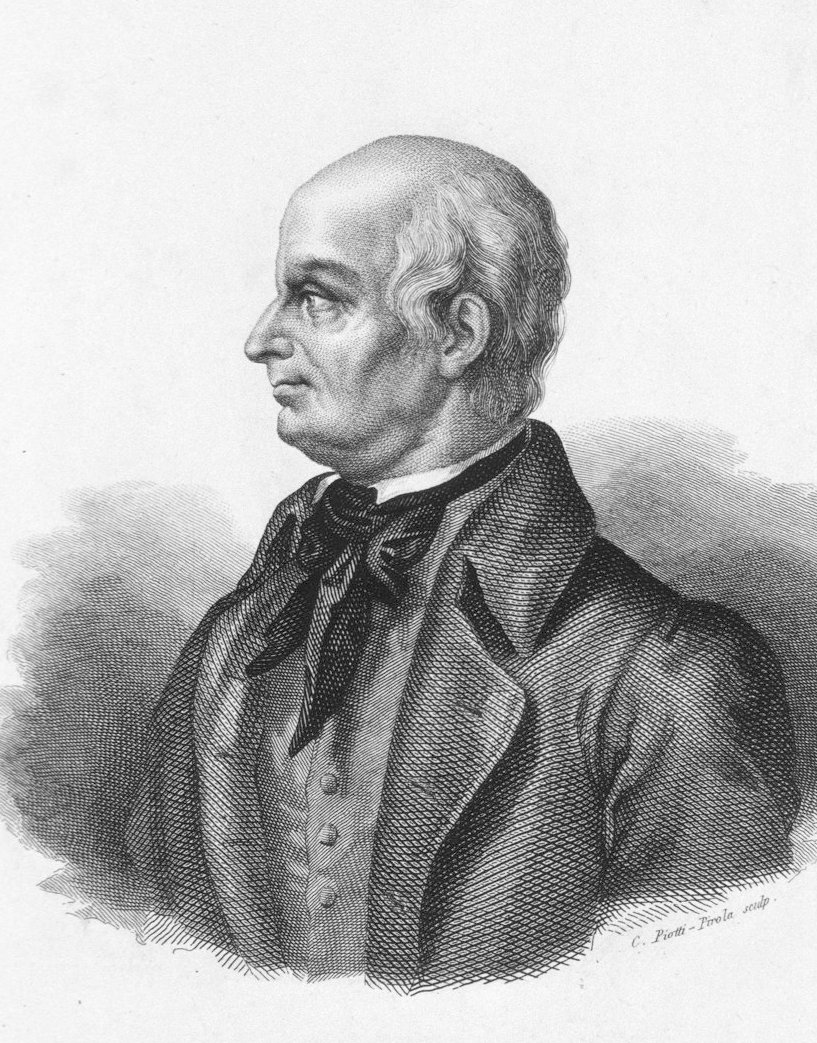
라차로 스팔란차니

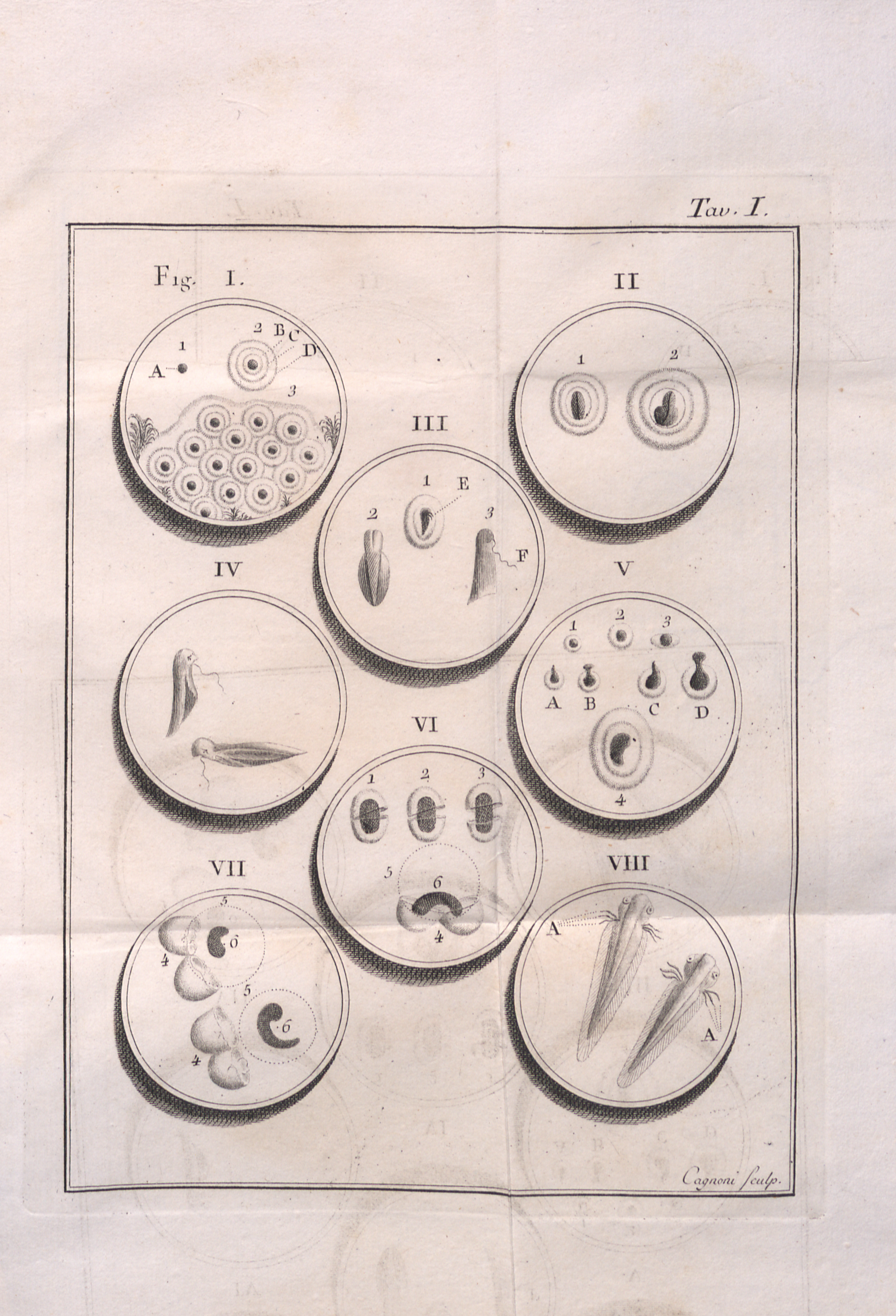
Dissertazioni di fisica animale e vegetabile, 1780

 라차로 스팔란차니(이탈리아어: Lazzaro Spallanzani, 1729년 1월 10일 ~ 1799년 2월 12일)는 이탈리아의 동물학자로, 충분히 끓인 고기즙을 밀폐한 용기에 담으면 미생물이 생겨나지 않는다는 사실을 입증하였다.
또 하등동물의 신체의 일부가 재생하는 것에 관한 연구와 온혈·냉혈동물의 호흡에 의한 가스 교환에 관한 업적을 남겼다. 그는 양서류의 인공수정에 성공하여 수정 (受精) 에서의 정액을 연구했다. 그리고 여러 가지 동물에 대하여 재생 (再生) 실험을 행하고, 혈액순환을 연구하며, 소화 문제(消化問題)에도 손을 대었고, 또 호흡에 관해서도 귀중한 관찰과 실험을 남겼다. 그리고 무엇보다도, 당시의 생물학 연구에 논리적·계통적 방법을 적용한 그의 공적은 높이 평가받는다.